# Apisa fontainei
Apisa fontainei là một loài bướm đêm thuộc phân họ Arctiinae, họ Erebidae.